# Athen-Süd (Regionalbezirk)
Der Regionalbezirk Athen-Süd (griechisch Περιφερειακή Ενότητα Νότιου Τομέα Αθηνών Periferiakí Enótita Nótiou Toméa Athinón) ist einer von acht Regionalbezirken der griechischen Region Attika. Er wurde anlässlich der Verwaltungsreform 2010 aus zahlreichen südlichen Vorstadtgemeinden Athens im Präfekturbezirk Athen gebildet. Proportional zu seinen 529.455 Einwohnern entsendet das Gebiet 12 Abgeordnete in den attischen Regionalrat, hat aber keine weitere politische Bedeutung als Gebietskörperschaft. Es gliedert sich heute in die Gemeinden Agios Dimitrios, Alimos, Elliniko-Argyroupoli, Glyfada, Kallithea, Moschato-Tavros, Nea Smyrni und Paleo Faliro.